# Drastea
Drastea là một chi bướm đêm thuộc họ Acrolophidae. Chi này chỉ có một loài là Drastea mexica.